# Gastrolit

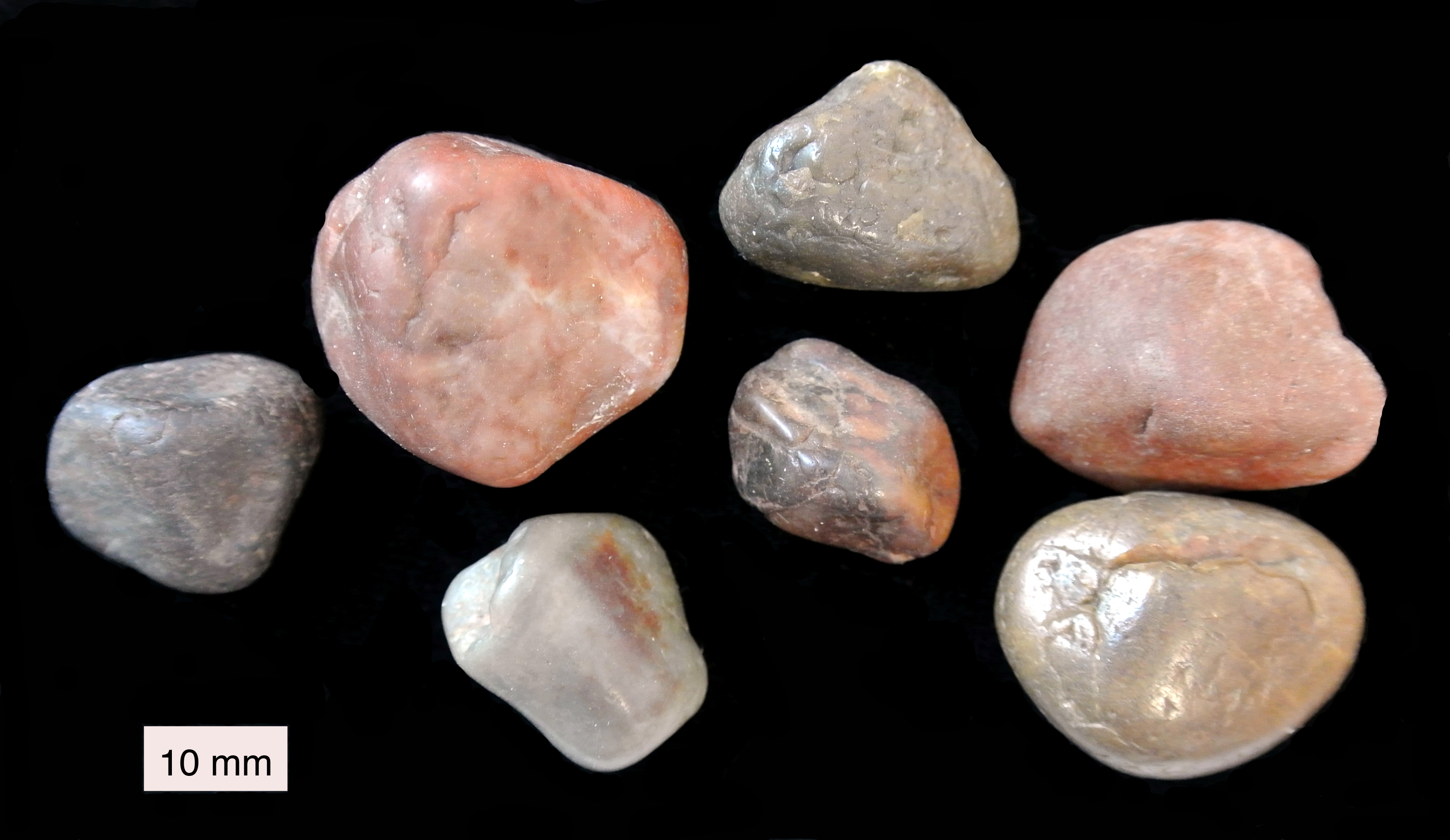

En gastrolit är en magsten – en sten som sväljs av till exempel krokodiler och fåglar. Detta gör de för att sönderdela föda. I fåglarnas fall handlar det om fiberrika växtdelar, och i kräldjurens om ben och svårsmälta vävnader. Att även vissa dinosaurier använde sig av denna metod har man sett genom fossila fynd.